# Битва близ Антиохийского озера
Битва близ Антиохийского озера состоялась 9 февраля 1098 года в рамках Первого крестового похода и является одним из эпизодов Осады Антиохии крестоносцами в 1097—1098 годах. В результате столкновения небольшого числа христианских рыцарей под началом Боэмунда Тарентского с численно превосходящими силами мусульман, после нескольких успешных кавалерийских атак, рыцари-крестоносцы разбили армию противника, заставив объединённые силы мусульман во главе с Ридваном отступить обратно в Алеппо. После боя крестоносцам удалось захватить лошадей и продовольствие, что позволило предотвратить голод в лагере и продолжить осаду Антиохии.

## Предпосылки
21 октября 1097 года крестоносцы начали Осаду Антиохии. Правитель Антиохии Яги-Сиан отправил своего сына Шаме ад-Дина за помощью к местным эмирам, которые быстро откликнулись на призыв: уже 31 декабря 1097 года на помощь осажденному городу подошли войска под командованием Дакка, Дамасского эмира, однако крестоносцы разбили численно превосходящие силы противника. После поражения Дукака, Шаме ад-Дин отправился за помощью к эмиру Фахр ал-Мульк Ридвану, сульджукскому правителю Алеппо. Ридван, несмотря на прежние разногласия с Яги-Сианом собрал воедино все свои силы, чтобы снять осаду с города. Его основным союзником был артукидский эмир Soqman ibn Ortoq, правитель Иерусалима и его тесть, эмир Хама. Альберт Аахенский в своей работе «Иерусалимская история» (лат. Chronicon Hierosolymitanum de Bello Sacro) оценивает численность собранной мусульманской армии в 30тыс человек, в то время как непосредственные участники битвы Этьен II де Блуа и Ансельм Рибемонтский, называют цифру 12тыс человек, что современным историкам кажется более вероятным.
Вскоре до лагеря крестоносцев дошло известие, что большие силы во главе с Радваном движутся в их направлении. В первых числах февраля Ридван остановился около города Харим в 35 км от Антиохии. Крестоносцы оказались в окружении двух армий — гарнизона Антиохии и подошедшей армии Ридвана. Чтобы противостоять нависшей угрозе, предводителям крестоносцев впервые пришлось принять решение о назначении одного командующего, избранным стал Боэмунд Тарентский.
Вместо оборонительной стратегии, сосредоточенной вокруг защиты перехода через Железный мост, которая потребовала бы значительных временных и человеческих ресурсов, Боэмунд решил пойти в наступление, не взирая на численное превосходство армии противника. На тот момент крестоносцы имели в своем распоряжении всего около 700 конных рыцарей, так как большинство лошадей погибло из-за нехватки еды во время длительной осады. Современные арабские историки подтверждают, что численность мусульманской армии была значительно больше, чем численность армии крестоносцев.
Боэмунд собрал рыцарей и выдвинулся из лагеря крестоносцев ночью, так как любой переход через Железный мост при свете дня был бы легко замечен разведчиками.

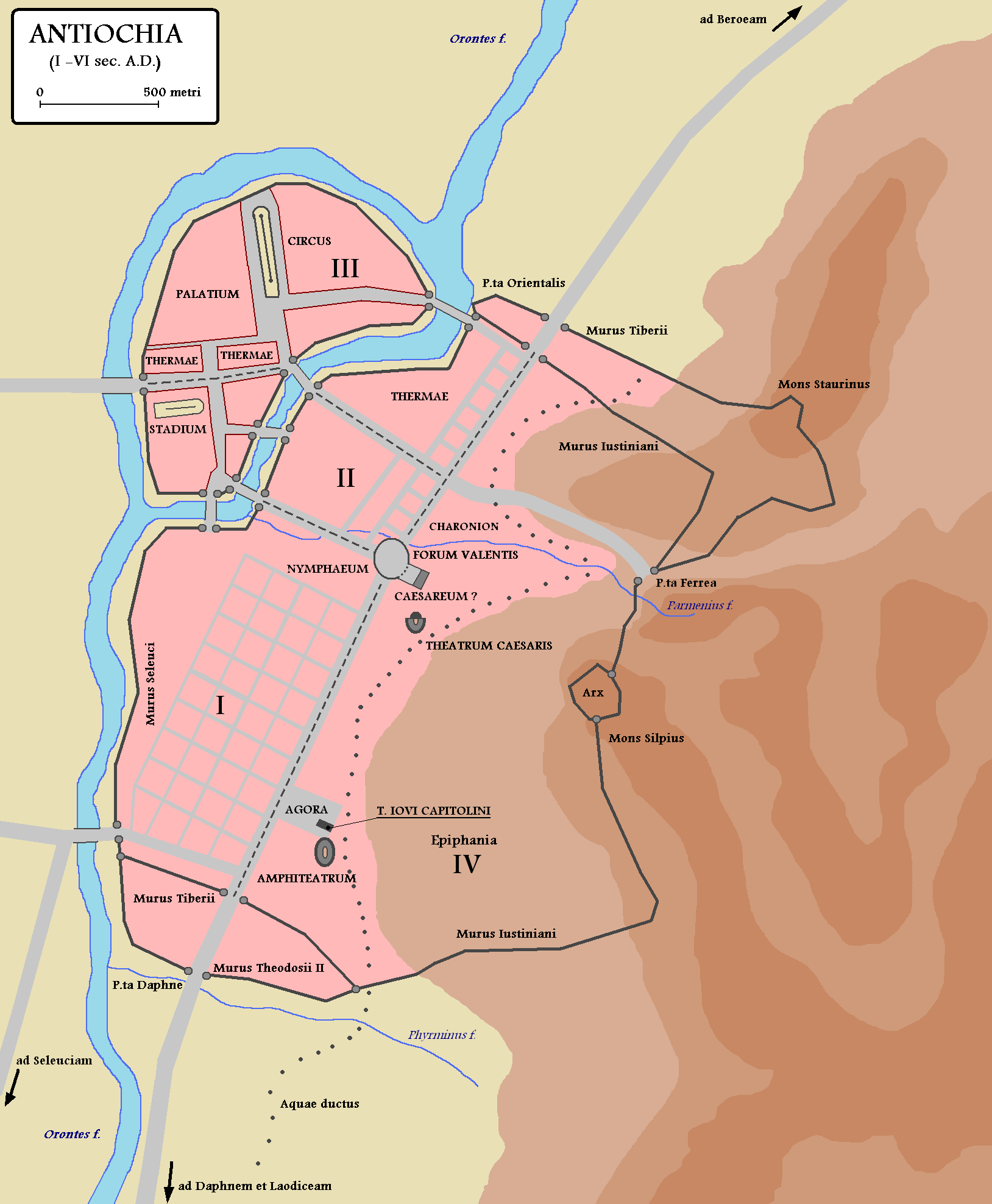
Антиохия на Оронте

## Битва
Согласно анонимному автору хроники Gesta Francorum, который по всей видимости, был очевидцем сражения и его современнику, хронисту Раймонду Ажильскому, битва состоялась на возвышенности между рекой Оронт и Антиохийским озером. Другие европейские хронисты, такие как Альберт Аахенский, Питер Тудебод и Рауль Кайенский так же дают описание битвы.
Решение Боэмунда расположить армию на небольшой возвышенности между рекой и озером было довольно рискованным, так как позади и слева было болото, а единственный путь к отступлению был бы отрезан, если бы армия Ридвана прорвалась вдоль дороги. Боэмунд разделил кавалерию на 6 отрядов, со своим собственным отрядом в резерве. Ридван же разместил два отряда перед основным войском, в надежде использовать излюбленную тактику мусульман — быстро атаковать, затем отступить, увлекая рыцарей в засаду основной армии.
После того, как Боэмунд отправил разведчиков доложить о передвижениях войска мусульман, передовые отряды рыцарей атаковали передовые отряды мусульман с фланга. Шок от внезапности кавалерийской атаки заставил мусульман отступить и соединиться с основной армией, пока та пыталась произвести манёвры. Несмотря на охватившую людей панику, мусульмане смогли подавить беспорядки в рядах и вовлечь крестоносцев в ожесточенный ближний бой. Крестоносцы начали колебаться, видя численное преимущество противника. Но в тот момент, когда силы мусульман были готовы подавить численным превосходством, Боэмунд осознал опасность ситуации и выпустил свой резерв, который быстрой атакой ворвался в ряды мусульман, сведя численное преимущество на нет. В рядах войска Ридвана возобновилась паника и воины стали отступать.
Анонимный автор Gesta Francorum рисует яркую картину сражения:

Так Боэмунд, защищенный со всех сторон Крестом, набросился на Турецкие силы, словно лев, который голодал три или четыре дня, который с диким ревом выходит из пещеры, жаждущий крови скота… Его атака была настолько жестокой, что его знамя сверкало прямо над головами турок. Другие войска, увидев знамя Боэмунда, мужественно прорывающегося вперед, немедленно остановили отступление и все мужи, способные сражаться, атаковали турок, которые были поражены и разбежались. Наши люди преследовали их и убивали.
Мусульманское войско обратилось в бегство, крестоносцы гнали их до самого Харима, убивая тысячи воинов, захватывая лошадей и провиант. Когда крестоносцы подошли к стенам города Харим, турецкий гарнизон поджог крепость, покинул город и бежал на восток вместе с Ридваном. Христиане разорили город и пополнили запасы провианта, что помогло им пережить усиливающийся голод в лагере из-за длительной осады Антиохии. Раймонд Ажильский так описывал триумф: «С победой в битве и добычей, мы принесли в лагерь головы убитых и повесили их на столбах, как мрачное напоминание о судьбах всех союзников турок и будущем горе осажденных.»
Во время отсутствия Боэмунда, Яги-Сиан попробовал сделать вылазку из крепости Антиохии и атаковать лагерь крестоносцев, но был отброшен назад в крепость рыцарями под началом Раймунда Тулузского. Российский писатель Александр Грановский так описывает этот эпизод: «В послеобеденное время, когда исход сражения стал было решаться в пользу турок, вдали показалась приближавшаяся конница. Обе стороны замерли, стараясь понять, кто же подходит, кто победил. Разглядев крестоносцев, Яги-Сиан увел свои войска в город.»

## Последствия
Потери крестоносцев в битве оказались незначительными. Хронист Рауль Кайенский отмечает, что в битве погиб Конан Бретонский.
Риск Боэмунда оправдался. Армия Ридвана распалась, тысячи были убиты во время битвы. Разумное руководство Боэмунда позволило крестоносцам мобилизовать свои ограниченные ресурсы в опасной битве. Его агрессивная тактика, слаженность и дисциплина армии крестоносцев позволили взять верх над превосходящими числом силами противника, которые вероятно, ожидали что Боэмунд займет оборонительную позицию.
Историк Томас Амбридж отмечает, что «Судьба крестового похода была решена благодаря способности Боэмунда разбить многочисленные отряды Алеппо с помощью идеально выбранного момента для сокрушительного кавалерийского броска. Одним смелым манёвром он изменил ход сражения, обратил армию Ридвана в хаотичное бегство.» 
Крестоносцы успешно отразили две освободительные армии турок — эмиров Ридвана Алеппского и Дукака Дамасского. Победа над Ридваном в битве близ Антиохийского озера в купе с прибывшим в марте 1098 года английским снабженческим флотом повысила моральный дух крестоносцев, позволила им сосредоточить силы и продолжить осаду Антиохии.